# Skawa (powiat Nowotarski)
Skawa is een dorp in de Poolse woiwodschap Klein-Polen. De plaats maakt deel uit van de gemeente Raba Wyżna en telt 4000 inwoners.

## Verkeer en vervoer

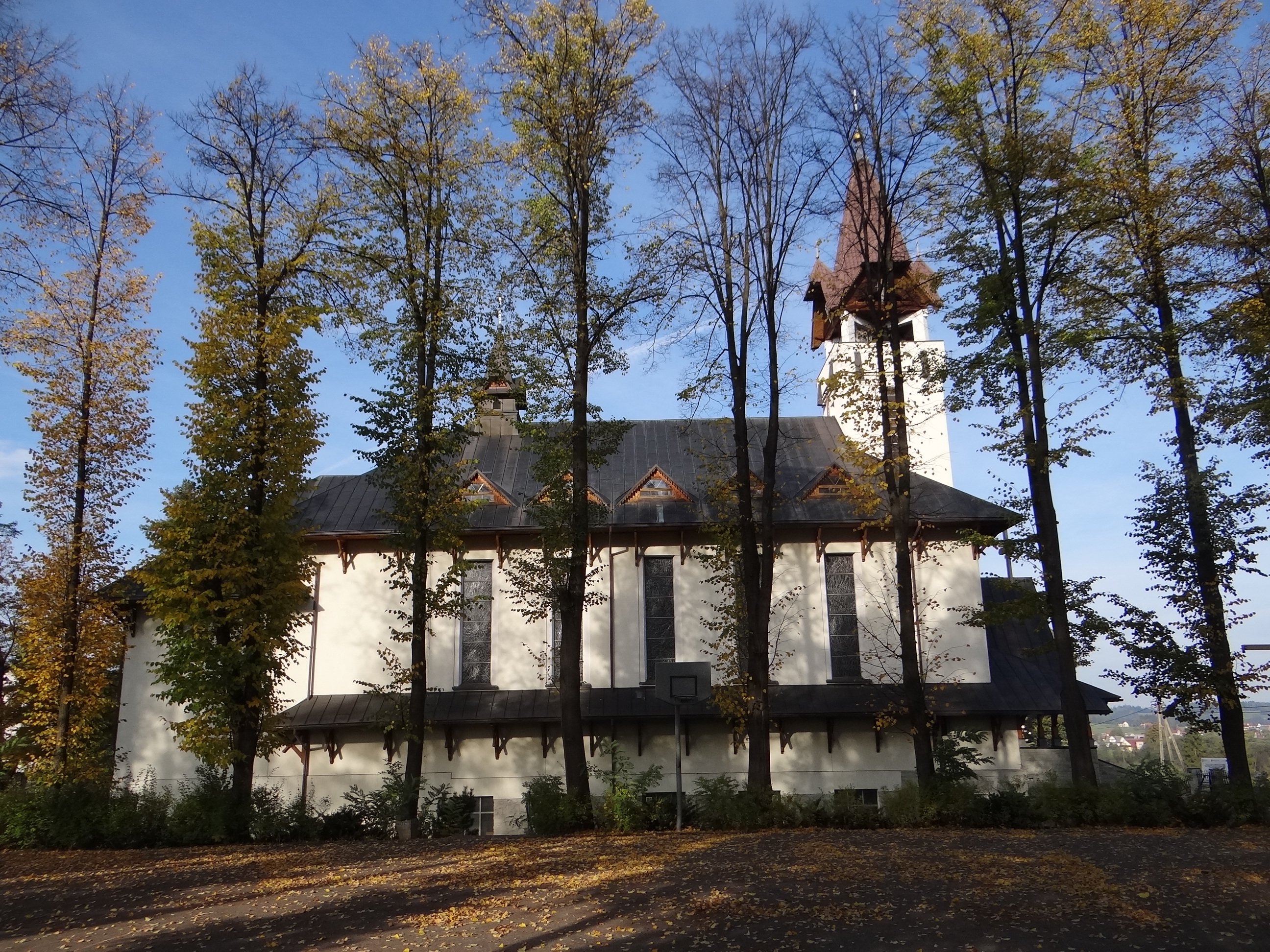
Kerk in Skawa

- Station Skawa
- Station Skawa Środkowa